# Station Rubno Wielkie
Station Rubno Wielkie was een spoorweghalte in de Poolse plaats Elbląg.